# كاستيل دي أريني
بلدية كاستيل دي لارين (بالكاتالانية: Castell de l'Areny) هي إحدى بلديات مقاطعة برشلونة، والتي تقع في منطقة كاتالونيا، شرق إسبانيا.
يبلغ عدد سكانها 76 نسمة وفقاً لإحصائية سنة (2007).